# Holding on to You
Holding on to You è il singolo di debutto del duo musicale statunitense Twenty One Pilots, pubblicato il 1º agosto 2012. Estratto dal loro secondo album Regional at Best, è stato successivamente registrato di nuovo e incluso anche nel loro terzo album, Vessel, e ripubblicato come singolo l'11 giugno 2013 dalla Fueled by Ramen.

## Video musicale
Il video ufficiale del brano, diretto da Jordan Bahat, è stato pubblicato il 14 novembre 2012. Vede i due membri del gruppo suonare il brano, circondati da diversi ballerini con il viso dipinto da scheletro. Secondo Bahat, l'intento del video è convertire l'energia dal vivo della band sullo schermo. Ha inoltre aggiunto:

## Tracce
Testi e musiche di Tyler Joseph, eccetto dove indicato.
Download digitale
1. Holding on to You – 4:23

CD promozionale
1. Holding on to You – 3:22

EP digitale
1. Holding on to You – 4:23
2. Holding on to You (Live at the LC Pavilion) – 5:36
3. Can't Help Falling in Love – 2:38 (George Weiss, Hugo Peretti, Luigi Creatore)
4. The Run and Go – 3:49

## Formazione
- Tyler Joseph – voce, chitarra, basso, pianoforte, tastiera, programmazione
- Josh Dun – batteria, percussioni

## Classifiche
| Classifica (2013)         | Posizione massima |
| ------------------------- | ----------------- |
| Stati Uniti (alternative) | 10                |
| Stati Uniti (rock)        | 33                |

### Classifiche di fine anno
| Classifica (2013)         | Posizione |
| ------------------------- | --------- |
| Stati Uniti (alternative) | 33        |
| Stati Uniti (rock)        | 96        |